# Papa Giovanni XV
Giovanni XV, nato Giovanni di Gallina Alba (Roma, ... – Roma, 1º aprile 996), è stato il 137º papa della Chiesa cattolica dall'agosto 985 alla sua morte.

## Biografia

### Origini e carriera ecclesiastica
Giovanni XV era figlio di Leone, un presbitero romano, e proveniva dal quartiere romano di Gallina Alba. Cardinale prete di San Vitale, le cronache (Martino di Troppau) ce lo descrivono come un uomo estremamente colto, autore di numerosi volumi.

### Il pontificato

#### L'elezione "oscura"
Dopo la morte violenta di Giovanni XIV (983-984), si reinsediò con la violenza e col terrore l'antipapa Bonifacio VII, quel cardinale Francone di Ferruccio che già sotto Benedetto VII aveva cercato di usurpare il soglio pontificio. Bonifacio rimase signore di Roma fino al 20 luglio 985, quando morì improvvisamente, forse vittima di una congiura. Solamente a quel punto si riuscì ad eleggere Giovanni quale pontefice, nel mese d'agosto.
Alcune fonti testimoniano che fosse stato eletto grazie all'appoggio dei Crescenzi, mentre Gregorovius e Rendina sostengono che il papa provenisse da una famiglia avversa ai Crescenzi, e che quindi fosse stato eletto col favore del partito imperiale, ancora solido nonostante la minore età di Ottone III. L'atteggiamento filo-imperiale di Giovanni negli anni successivi, però, fanno più propendere alla seconda ipotesi.

#### Governo della Chiesa
Sotto il pontificato di Giovanni XV, si assistette ad una ripresa dei rapporti diplomatici con gli arcivescovi di Inghilterra, di Francia, di Germania e dell'Italia, invitati a Roma per ricevere direttamente dalle mani di Giovanni il pallio. Ad un sinodo romano tenutosi in Laterano il 31 gennaio 993, Papa Giovanni XV canonizzò il vescovo Ulrico di Augusta, un evento che il Papa annunciò ai vescovi francesi e tedeschi con una bolla datata 3 febbraio. Inoltre, sotto il suo pontificato (tra il 991 e il 992), il principe di Polonia Miezko I donò i suoi territori alla Sede Apostolica, permettendo a Giovanni XV di intensificare l'opera missionaria tra gli slavi.
Nonostante questi successi, il pontificato di Giovanni, a causa della condotta rapace e nepotista del papa da un lato, e del dominio dei Crescenzi su Roma dall'altro, vide un generale discredito dell'autorità del vescovo di Roma in tutto l'Occidente. Difatti, la rapacità di Giovanni Nomentano dei Crescenzi, suscitò sdegno nei prelati francesi e nel loro re Ugo, perché non l'ossequiarono con doni regali; così lo stesso Giovanni, nominando Arnolfo, un giovane debosciato, quale arcivescovo di Reims nonostante il parere contrario dell'episcopato francese, fu oggetto di una violenta requisitoria antipapale da parte del vescovo di Orléans Arnolfo.

#### Relazioni con l'Impero e gli Stati cristiani
Giovanni era intimorito dall'onnipotenza che Giovanni Crescenzio stava sempre più acquisendo all'interno delle mura di Roma, cosa per cui il Papa cominciò ad intessere, fin dall'inizio del suo pontificato, una fitta corrispondenza con l'imperatrice Teofano, madre e reggente di Ottone III, assecondandola nelle sue richieste di politica ecclesiastica. La discesa di Teofano stessa in Italia e il suo soggiorno a Roma, tra il dicembre del 989 e il marzo del 990, servì non soltanto per ricordare ai romani i diritti di suo figlio Ottone, ma anche per riconciliare ulteriormente i rapporti tra Giovanni XV e la nobiltà.
Giovanni si impegnò, inoltre, attraverso il suo legato Leone di Treviri, a porre freno alla guerra intercorsa tra Etelredo II d'Inghilterra Riccardo di Normandia, riuscendovi nel 991.

#### Il deterioramento dei rapporti con i Crescenzi e la fuga da Roma
Con la morte di Giovanni Crescenzio nel 991, che aveva mantenuto rapporti cordiali col papa lasciandogli libertà nel governo spirituale della cristianità, e la successione del fratello Giovanni II Nomentano, la presenza di Giovanni XV a Roma divenne sempre più difficile, anche a causa della morte di Teofano nello stesso anno. Quest'ultima, infatti, si era inimicata progressivamente il clero e la nobiltà romana per uno sfacciato nepotismo, e i rapporti con Giovanni Nomentano si deteriorarono sempre di più, finché il papa non fu costretto a fuggire da Roma e riparare nella Tuscia romana (più precisamente a Sutri) sotto la protezione del marchese Ugo II, da dove chiamò il giovane Ottone III per soccorrerlo.

### La morte
La notizia della chiamata dell'imperatore di Germania e la sua discesa in Italia scossero le coscienze dei romani e di Giovanni Nomentano i quali, paventando una qualsiasi vendetta da parte di Ottone III, richiamarono Giovanni XV a Roma. Costui, però, non poté assistere all'ingresso trionfale del suo salvatore: morì infatti, per un violento attacco di febbri, il 1º aprile del 996, e fu sepolto in San Pietro.

## Giovanni XV o Giovanni XVI?
Nel corso dei secoli, si è sostenuto che tra l'elezione di Giovanni XIV e quella di Giovanni XV ci fosse stato un cardinale diacono di nome "Giovanni figlio di Roberto" che si sarebbe fatto incoronare pontefice in contrapposizione all'antipapa Bonifacio VII, e chiamato dagli storici "Papa Ioannes XIV bis". Per cui, Giovanni XV potrebbe essere ricordato col numerale XVI. Ma Ioannes XIV bis, essendo frutto di un errore del Liber pontificalis e degli storici Mariano Scoto e Goffredo da Viterbo, è oggi escluso dalla lista dei pontefici dell'Annuario pontificio.